# Хенрис-Форк (кальдера)
Хенрис-Форк (англ. Henry's Fork Caldera) — крупная кальдера в восточной части штата Айдахо, входящая в Йеллоустонский супервулкан. Расположена в районе, называемом Айленд-Парк, к западу от Йеллоустонского национального парка. Кальдера была сформирована в результате крупного извержения Йеллоустонской горячей точки, которое произошло 1.3 млн лет назад. Объём выброшенного материала составил 280 км³ (VEI 7), в результате извержения образовались туфовые образования Меса-Фолс.

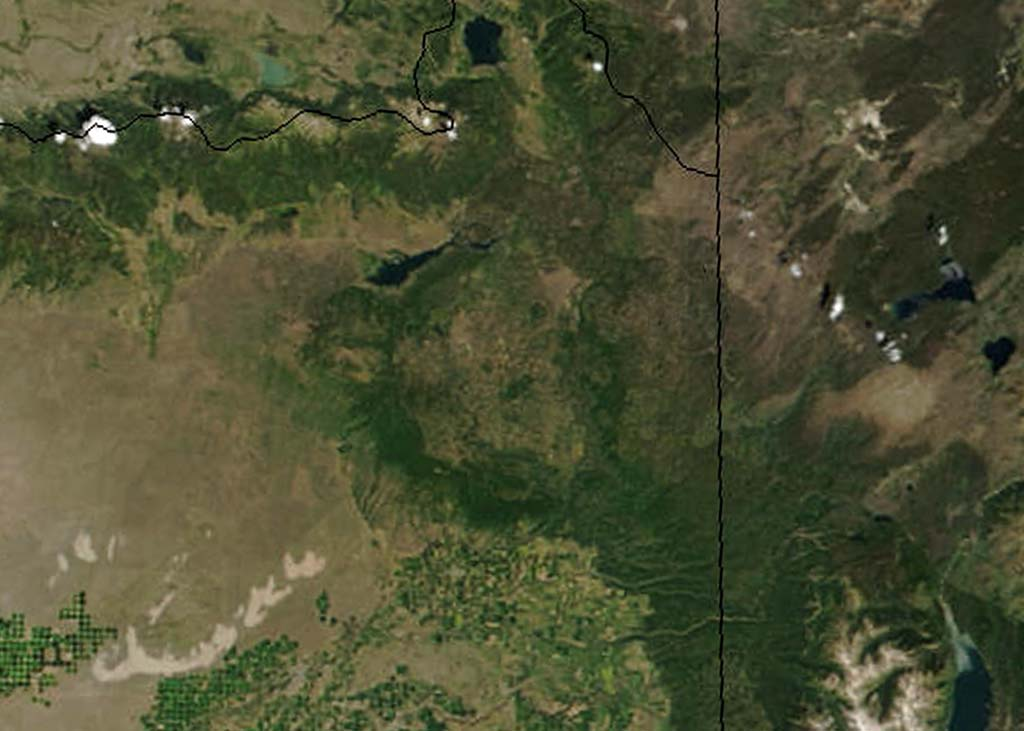
Круговая структура кальдеры Хенрис-Форк в центре изображения

Кальдера Хенрис-Форк находится внутри гораздо более крупной и старой кальдеры Айленд-Парк. Две кальдеры, вложенные друг в друга, находятся практически на одной территории, начинаясь к западу от Йеллоустонского национального парка, однако более старая кальдера Айленд-Парк имеет более овальную форму и гораздо более крупные размеры, простираясь далеко вглубь Йеллоустонского парка. Тем не менее Хенрис-Форк также является очень крупной кальдерой, с размерами 29 × 37 км. Изогнутые края кальдеры видны из многих мест в районе Айленд-Парк. Из всех кальдер, образованных Йеллоустонской горячей точкой, включая более позднюю Йеллоустонскую кальдеру, Хенрис-Форк является единственной хорошо различимой в настоящее время. Так же как и другие кальдеры этого района, Хенрис-Форк является частью последовательности супервулканов и кальдер, сформировавших плато Снейк-Ривер.
Через кальдеру протекает река Хенрис-Форк, являющаяся правым притоком реки Снейк, и образует водопады Верхний и Нижний Меса-Фолс. Кальдера ограничена возвышенностью Эштон-Хилл на юге, кряжем Биг-Бенд и горой Бишоп на западе, кряжем Турман на севере, возвышенностью Блэк-Маунтин и плато Мадисон на востоке. К юго-востоку находится хребет Титон, чьи горные пики видны из кальдеры.
Район Айленд-Парк, в котором находится кальдера Хенрис-Форк, известен своей лесами, наличием большого числа чистых источников, водопадов, озёр и ручьёв, а также мест для рыбной ловли. В кальдере находится парк штата Гарриман. Здесь достаточно развит туризм, популярны поездки на снегоходах и лыжах, наблюдения за дикой природой.